# Repubblica Socialista Sovietica Autonoma dell'Ossezia Settentrionale
La Repubblica Socialista Sovietica Autonoma dell'Ossezia del Nord (in osseto Цӕгат Ирыстоны Автономон Советон Социалистон Республикӕ?, Tsagât Ireštone Âvtonomon Šovêton Šotsiâlišton Rêšpublika; in russo Северо-Осетинская Автономная Советская Социалистическая Республика?, Severo-Osetinskaja Avtonomaja Sovetskaja Socialističeskaja Respublika) era una repubblica autonoma della RSFS Russa all'interno dell'Unione Sovietica.

## Storia
La RSSA esistette dal 5 dicembre 1936 fino al 9 novembre 1993 quando divenne Repubblica dell'Ossezia Settentrionale (dal 1994 la Repubblica dell'Ossezia Settentrionale-Alania), soggetto federale della Russia.
Nel 1990 la RSSA dell'Ossezia Settentrionale si dichiarò indipendente come parte del crescente conflitto etnico con l'Inguscezia. Originariamente parte del territorio inguscio fu trasferito all'Ossezia Settentrionale nel 1944, portando con sé migliaia di ingusci, e con lo scioglimento dell'Unione Sovietica iniziarono i conflitti.
Durante l'estate e l'inizio dell'autunno del 1992, ci fu un costante aumento della militanza dei nazionalisti ingusci. Allo stesso tempo, subentrò stato un costante aumento degli episodi di violenze organizzate, rapimenti e stupri contro gli abitanti ingusci dell'Ossezia settentrionale da parte dei loro vicini osseti, della polizia, delle forze di sicurezza e della milizia. Ciò alla fine avrebbe portato al conflitto osseto-inguscio.